# Rupert König
Rupert Konrad König (ur. 3 kwietnia 1937 w Berchtesgaden) – austriacki bokser, medalista mistrzostw Europy, dwukrotny olimpijczyk.

## Osiągnięcia sportowe
Walczył w wadze lekkopółśredniej (do 63,5 kg). Wystąpił w niej na mistrzostwach Europy w 1957 w Pradze, gdzie po wygraniu jednej walki przegrał w ćwierćfinale z Ilją Lukiciem z Jugosławii. Na kolejnych mistrzostwach Europy w 1959 w Lucernie zdobył brązowy medal po wygraniu dwóch walk i porażce w półfinale z Wladimirem Jengibarianem ze Związku Radzieckiego.
Przegrał pierwszą walkę na igrzyskach olimpijskich w 1960 w Rzymie z późniejszym złotym medalistą Bohumilem Němečkiem z Czechosłowacji, a na mistrzostwach Europy w 1961 w Belgradzie został pokonany w drugiej walce przez Mariana Kasprzyka. Przegrał pierwsze walki na mistrzostwach Europy w 1963 w Moskwie (z Jimmym McNeillem z Irlandii) i na igrzyskach olimpijskich w 1964 w Tokio (z Iosifem Mihalicem z Rumunii).
Zdobył brązowy medal w wadze lekkopółśredniej na mistrzostwach Europy w 1965 w Berlinie po wygraniu dwóch walk (z Richardem McTaggartem ze Szkocji i Mihalicem) i przegranej w półfinale z Prebenem Rasmussenem z Danii.
Osiem razy z rzędu w latach 1957–1964 był mistrzem Austrii w wadze lekkopółśredniej, a w 1965 zwyciężył w wadze półśredniej (do 67 kg).
Jego syn Konrad König był również bokserem, reprezentantem Austrii na igrzyskach olimpijskich w 1984 w Los Angeles.